# Graf van de onbekende soldaat (Batalha)

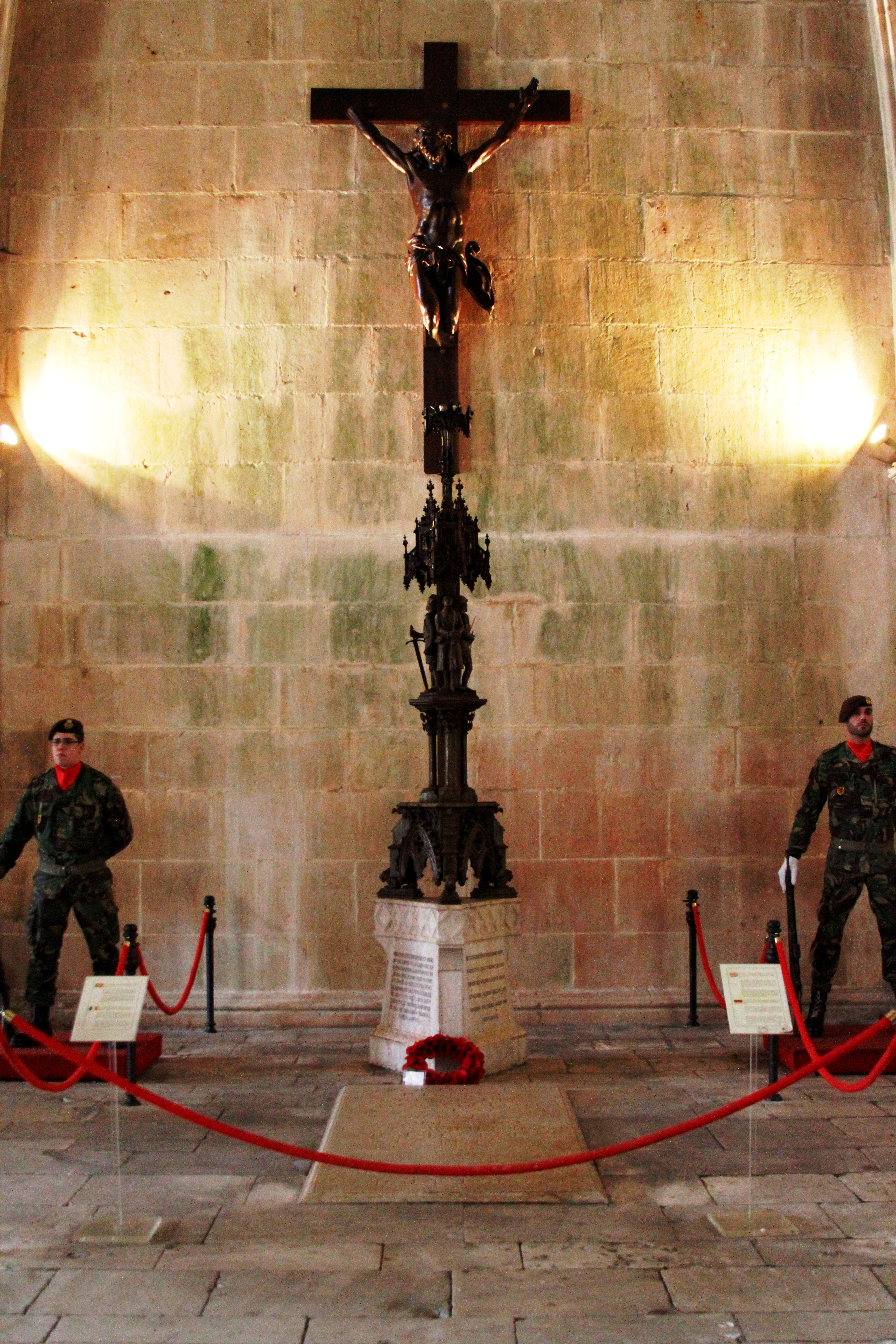
Graf van de onbekende soldaat met erewacht

Het graf van de onbekende soldaat (Portugees: Túmulo do Soldado Desconhecido) in het Portugese Batalha bevindt zich in een zaal in het klooster van Batalha. Het is in 1921 opgericht als monument voor alle gevallen Portugese soldaten in de Eerste Wereldoorlog. In het graf bevinden zich de overblijfselen van twee soldaten: een soldaat die is gevallen in Vlaanderen, en een soldaat die in Afrika is gesneuveld. Op 6 april 1921 zijn deze soldaten hier begraven.
Er is een erewacht aanwezig en boven het graf brandt de vlam van het vaderland: een olielamp die brandend wordt gehouden met de olie van een olijfboom, die op 11 november 1918 op het plein naast het klooster is geplant.